# 행크 갈런드
월터 루이스 갈런드(Walter Louis Garland, 1930년 11월 11일 ~ 2004년 12월 27일)는 미국의 스튜디오 기타리스트다. 컨트리 음악가로서 처음 발을 디뎠고, 1950년 로큰롤 열풍을 쫓아 로큰롤 연주가가 되었다. 1960년에는 재즈 앨범을 내기도 했다. 그러나 1961년 교통사고를 당하는 바람에 음악가로서의 삶을 잃고 만다.

## 생애
사우스캐롤라이나주 카우펀스에서 태어났다. 6살 때 기타를 배웠다. 12살 때 지역 라디오에 출연했다. 14살 때 한 음반점에서 스카우트되었다.
16살 때 테네시 내슈빌로 이사하여 마 업처치 하숙집에 묵었다. 여기서 밥 무어, 데일 포터와 방을 같이 썼다. 18살, 당시 취입한 〈Sugarfoot Rag〉가 백만 장 팔린다. 《주벌리》에, 그리고 《에디 아놀드 쇼》에 출연한다. 《주벌리》 출연 시에는 그래디 마틴의 밴드와 더불어 합연했다.
1958년, 1961년 사이 본인의 내슈빌 스튜디오에서 엘비스 프레슬리와 공동 작업한 바 있다. 갈런드가 프로듀싱한 엘비스의 히트곡만 해도 〈I Need Your Love Tonight〉, 〈A Big Hunk o' Love〉, 〈I'm Coming Home〉, 〈I Got Stung〉, 〈A Fool Such As I〉, 〈Stuck on You〉, 〈Little Sister〉, 〈(Marie's The Name) His Latest Flame〉, 〈I Feel So Bad〉 등. 그 밖에도 1950년 말, 1960년 초까지 뭇 컨트리 음악인들에게 조력했다.
조지 시어링, 찰리 파커와 뉴욕 시에서 같이 주악했으며, 비브라폰에 게리 버턴, 더블 베이스에 조 벤자민, 드럼에 조 모렐로를 놓고 앨범 《Jazz Winds from a New Direction》을 취입했다.
깁슨 기타사의 회장 테드 맥카티의 주문을 받아 기타리스트 빌리 버드와 깁슨 L-5의 파생형 기타 깁슨 버드랜드의 설계에 힘을 보탰다. 종래형보다 연주하기 쉬운 갸름한 몸체와 짧은 체대가 특징이다.
1961년 9월, 교통사고를 당해 혼수상태에 빠진다. 처 에벌린과 두 딸의 조력을 입어 다행히 혼수상태에서 깨어나 회복되었지만, 스튜디오에 다시 발을 디딜 정도로 회복되지는 못했다. 1965년 에벌린과 사별한 뒤에는 갈런드의 부모가 그의 수발을 들었다.